# 真福寺 (鴻巣市)
真福寺（しんぷくじ）は、埼玉県鴻巣市にある真言宗智山派の寺院である。住職の和賀行忠師は、近くの満願寺の住職も兼務している。
- 彫刻：真福寺の不動明王は市指定文化財（有形文化財彫刻・指定日S53. 3. 9）[3]
- 工芸品：真福寺の護摩檀両脇机と礼盤は同じく市指定文化財（有形文化財工芸品・指定日S53. 3. 9）[3]

となっている。

## 交通アクセス
- JR東日本高崎線北鴻巣駅から車で15分